# 松尾和子
松尾 和子（まつお かずこ、1935年5月17日 - 1992年9月25日）は、日本の歌手。

## 略歴
東京市蒲田区（現東京都大田区蒲田）生まれ、箱根育ち。
戦後、ジャズに惹かれたことと自身および家族の生活のために歌手となり、レイモンド・コンデのバンド、ゲイ・セプテットの専属歌手のひとりとなる。進駐軍のキャンプやナイトクラブなどで歌ううち、徐々に人気が上がっていき、やがて赤坂のクラブ・リキ（力道山が経営していた。）の専属歌手となり歌っていたときに、フランク永井に認められスカウト。吉田正に紹介されて、ビクターに入社。
1959年には「グッド・ナイト/東京ナイト・クラブ」でレコードデビュー。「グッド・ナイト」は和田弘とマヒナスターズ、「東京ナイト・クラブ」はフランク永井との共唱。当時の日本ではベテラン/人気歌手でも片面はほかの歌手というスプリット盤の形態をとる場合が多く、ビクターおよび吉田正の期待のほどがうかがえる。1960年には「グッド・ナイト」が1959年度のビクターの年間ヒット賞を受賞。そして第2弾として発売した「誰よりも君を愛す」(マヒナとの共唱)が大ヒットし、それとともに「グッド・ナイト/東京ナイト・クラブ」もつられるかたちで大ヒット。「誰よりも君を愛す」は第2回日本レコード大賞を受賞、「東京ナイト・クラブ」はその後長らくデュエットソングの定番として根強い人気を博し、松尾の名は一躍スターダムへとのし上がり、のちにムード歌謡の女王と称されるようになった。
1960年にはソロで吹き込んだ「再会」がヒット。その後も「夜がわるい」「お座敷小唄」「再会の朝」「銀座ブルース」とコンスタントにヒット曲を出していった。
私生活では歌手デビュー前の1958年にドラマーの大橋喬と結婚、1963年には長男・政和が生まれるが、1966年に大橋と離婚したあたりから人気が下降していく。
1971年ごろには大学生を中心に熟女ブームのようなものが巻き起こり、五月みどりらとともに人気が再燃、「オナペット歌手」の称号を得ていた。この時期以降タレントとしての活動が活発化し、1980年代には「ライオンのいただきます」（フジテレビ）、「午後は○○おもいッきりテレビ」（日本テレビ）のバラエティー/情報番組のコメンテーターとして大活躍し、人気を博していた。また女優としても「池中玄太80キロ」（日本テレビ）などに出演した。
1991年には長男・政和が覚醒剤取締法違反で逮捕され、懲役2年の実刑判決を受ける。このことから松尾はマスメディアから厳しく批判され、芸能活動の大幅自粛を余儀なくされた。おりからブティック経営にも失敗し、負債は8億円ともいわれた。このことに思い悩み、松尾は睡眠薬を多量服用し自殺未遂を起こすまでに追い込まれていた。
政和がまだ服役中だった1992年9月25日、自宅の階段から転落して頭部を強打してしまう。それでも、転落直後に松尾は家族に「何でもない、大丈夫です」と無事であることを主張していたが、数時間後に容態が急変しまもなくして死去した。57歳没。
松尾の死因は脳圧迫死であった。あまりにも突然の事故であり、前述の自殺未遂騒動などから松尾のその急死は大きな波紋を呼んだ。松尾はこのとき、階段に滑り止めが付いておらず滑り止めがあれば転落事故は防げたとも話されていた。
なお松尾の没後、「（松尾に）歌って欲しい曲がいっぱいあったし、書けと言われれば今も書ける。でも肝心の歌う人がいない。せめてフランク（永井）が健在なら…」というのが晩年の吉田の口癖だった。
没後20年以上経った現在でも過去の作品が多数CD化されている。
出所した政和も2011年に48歳で病死している。
「夜がわるい」は1994年、“ポスト松尾和子”と目された真奈尚子がカバーし、翌年ビクターのヒット賞を受賞した。真奈の「夜がわるい」は約7万枚を売り上げた。

## ディスコグラフィー

### 主な作品
- グッド・ナイト（1959年）
- 東京ナイト・クラブ（1959年）
- 誰よりも君を愛す（1960年）
- 再会（1960年）作詞：佐伯孝夫、作曲：吉田正
- お座敷小唄（1964年）
- 再会の朝（1971年）
- 春来川慕情/船が港をはなれるように（1990年）- ラストシングル

### シングル
1. グッド・ナイト（1959年7月）※共演：和田弘とマヒナスターズ
  - 作詞：佐伯孝夫 / 作曲：吉田正 / 編曲：佐野雅美

（c/w 東京ナイト・クラブ）※共演：フランク永井
2. 口笛のブルース（1959年10月、VS-251）※歌唱：フランク永井
（c/w 情熱）
3. 誰よりも君を愛す（1959年12月）※共演：和田弘とマヒナスターズ
  - 作詞：川内康範 / 作曲：吉田正 / 編曲：和田弘

（c/w そんな女になりました）
4. 夜がわるい（1960年2月、VS-289）
  - 作詞：川内康範 / 作曲：吉田正 / 編曲：寺岡真三

（c/w 街の噂も65日）※歌唱：和田弘とマヒナスターズ
5. 別離（1960年2月、VS-307）
  - 作詞：川内康範 / 作曲：吉田正 / 編曲：佐野雅美

（c/w 夜はあなたのもの）
6. 嫌い 嫌い 嫌い（1960年2月、VS-321）
  - 作詞：佐伯孝夫 / 作曲：吉田正 / 編曲：寺岡真三

（c/w 待たせないで）※歌唱：ブラック・キャッツ
7. ピンクの灯りを消さないで（1960年4月、VS-319）
  - 作詞：宮川哲夫 / 作曲：吉田正

（c/w 霧に濡れた恋）※歌唱：フランク永井
8. 夜の招待（1960年5月、VS-332）※共演：フランク永井、和田弘とマヒナスターズ
  - 作詞：佐伯孝夫 / 作曲：吉田正

（c/w 霧の夜空に消えた恋）※歌唱：藤田功、多摩幸子
9. 小さな酒場（1960年7月、VS-357）
  - 作詞：宮川哲夫 / 作曲：吉田正 / 編曲：寺岡真三

（c/w どうして流れ星を拾うの）※歌唱：朝倉ユリ
10. 再会（1960年8月、VS-373）
  - 作詞：佐伯孝夫 / 作曲：吉田正 / 編曲：小沢直与志

（c/w 恋）
11. 恋の旅路の果てなのか（1960年10月、VS-379）
  - 作詞：宮川哲夫 / 作曲：渡久地政信 / 編曲：渡久地政信

（c/w 情愛）※歌唱：朝倉ユリ
12. 炎（1960年9月、VS-393）
（c/w ごめんなさいネ）
13. ドンドン節（1960年10月、VS-406）
（c/w 五ツ木の子守唄）
14. とってもたのしくしてあげましょう（1960年11月、VS-427）※共演：和田弘とマヒナスターズ
  - 作詞：佐伯孝夫 / 作曲：吉田正 / 編曲：佐野雅美

（c/w 花の大理石通り）※歌唱：藤本二三代
15. 女ひとり（1960年11月、VS-436）
（c/w 泣きぬれて）
16. あの星だけは知っている（1961年1月、VS-460）
  - 作詞：水嶋哲 / 作曲：渡久地政信

（c/w 恋占い）
17. こいさん流し（1961年3月、VS-476）
  - 作詞：喜志邦三 / 作曲：大野正雄

（c/w ねんねこ峠）※歌唱：和田弘とマヒナスターズ
18. AF機が呼んでいる（1961年5月、VS-501）※共演：藤田功との共唱
（c/w アカシヤ通り）
19. 東京ドドンパ音頭（1961年6月、VS-508）※共演：フランク永井、藤本二三代、多摩幸子
  - 作詞：吉川静夫 / 作曲：鈴木庸一

（c/w 三味線ドドンパ）※歌唱：神楽坂浮子
20. 幸福は明日來る（1961年6月、VS-513）
  - 作詞：吉川静夫 / 作曲：渡久地政信

（c/w あの娘はねんね）※歌唱：フランク永井
21. 愛の渦潮（1961年7月、VS-541）
（c/w 女の勲章）
22. 涙の渡り鳥（1961年10月、VS-593）※歌唱：佐川ミツオ
（c/w 君待てども）
23. 哀愁の一夜（1961年12月、VS-608）
  - 作詞：井田誠一 / 作曲：松井八郎 / 編曲：松井八郎

（c/w その人の名は言えない）
24. 愛すればこそ（1962年1月、VS-619）
（c/w 女の園）
25. 白い夜霧のブルース（1962年1月、VS-639）
（c/w 悲しき女学生）※歌唱：竹越ひろ子
26. 島の娘（1962年2月、VS-644）
（c/w あなたなしでは）
27. 昔の人（1962年2月、VS-647）
（c/w 女は夜明けに消えていく）※歌唱：藤本二三代
28. 明治一代女（1962年4月、VS-661）※歌唱：神楽坂浮子
（c/w お傳地獄の唄）
29. 七人の刑事（1962年3月、VS-662）※ビクター・オーケストラによるインストゥルメンタル
（c/w 恋のムード）
30. この地果つるまで（1962年5月、VS-684）
（c/w 涯なき旅路）※歌唱：三浦洸一
31. 初恋の詩（1962年6月、VS-703）※歌唱：フランク永井
（c/w 恋に泣く）
32. 幸福を胸に（1962年6月、VS-746）
  - 作詞：山上路夫 / 作曲：いずみたく

（c/w 幸福すぎて）
33. たそがれのワルツ（1962年8月、VS-792）
  - 作詞：吉川静夫 / 作曲：進藤猛 / 編曲：進藤猛

（c/w たった一つの言葉）※歌唱：雪村いづみ
34. 東京姉妹（1962年12月、VS-870）※共演：藤本二三代
（c/w 山の男で暮すのさ）※歌唱：和田弘とマヒナスターズ
35. 銀座はマロン（1963年4月、VS-986）
（c/w さよならのあとに）
36. 紫のタンゴ（1963年6月、VS-1008）
  - 作詞：佐伯孝夫 / 作曲：飯田信夫 / 編曲：寺岡真三

（c/w ママの星）
37. 涙にしてみれば（1963年8月、VS-1087）
  - 作詞：永六輔 / 作曲：中村八大 / 編曲：中村八大

（c/w 夜あけのふたり）※歌唱：藤田攻
38. 熱海ブルース（1963年9月、VS-1098）
  - 作詞：佐伯孝夫 / 作曲：塙六郎 / 編曲：竹村次郎

（c/w どうせやくざで）※歌唱：和田弘とマヒナスターズ
39. 巷の雨（1963年9月、VS-1107）
  - 作詞：川内康範 / 作曲：吉田正 / 編曲：吉田正

（c/w 街角のノスタルジー）※歌唱：三浦洸一
40. 国道18号線（1964年3月、SV-3）※共演：フランク永井
  - 作詞：宮川哲夫 / 作曲：吉田正 / 編曲：寺岡真三

（c/w いつもあなたと一緒に）
41. 香水と煙草（1964年5月、SV-54）※歌唱：フランク永井
（c/w 港にジョーはいつ帰る）
42. 悲しみの雨（1964年7月、SV-65）※歌唱：フランク永井
（c/w さいはての香り）
43. お座敷小唄（1964年8月、SV-77）※共演：和田弘とマヒナスターズ
  - 作詞：不詳 / 作曲：不詳 / 編曲：和田弘、寺岡真三

（c/w マヒナのさのさ）※歌唱：和田弘とマヒナスターズ
44. 朝きて 昼きて 晩もきて（1965年2月、SV-188）※共演：藤本二三代、神楽坂浮子
（c/w 三人で待ってるワ）※共演：藤本二三代、神楽坂浮子
45. 風のワルツ（1965年7月、SV-271）
  - 作詞：木村嘉長 / 作曲：宍戸睦郎

（c/w 街の灯が赤い）
46. 泪のこぼれ花（1965年7月、SV-282）
（c/w 泣くだけ泣いて）※歌唱：フランク永井
47. 白い夜霧の街角（1965年11月、SV-327）
  - 作詞：岡城伸幸 / 作曲：岡城伸幸

（c/w 愛を知るとき）
48. 銀座ブルース（1966年4月、SV-386）※共演：和田弘とマヒナスターズ、松平直樹
  - 作詞：鈴木道明・Selden G / 作曲：鈴木道明 / 編曲：寺岡真三

（c/w 東京の夜は楽し）※歌唱：和田弘とマヒナスターズ、三原さと志
49. 星影の小経（1967年1月、SV-519）※歌唱：フランク永井
（c/w 雨の東京）
50. 東西南北音頭（1967年6月、SV-571）※歌唱：橋幸夫、三沢あけみ
（c/w 思い出のレコード）※共演：フランク永井、吉永小百合、三田明
51. 雨がいつしか降っていた（1967年9月、SV-613）
  - 作詞：佐伯孝夫 / 作曲：利根一郎

（c/w 花のゆくえ）
52. 恋慕小唄（1968年8月、SV-613）
  - 作詞：不詳 / 補作詞：井田誠一 / 作曲：松本浩 / 編曲：松本浩

（c/w この恋を返して）
53. 銀座しぐれ（1968年1月、SV-663）
（c/w 涙にあまえて）
54. おじゃましたいの（1969年10月、SV-894）
  - 作詞：橋本淳 / 作曲：筒美京平 / 編曲：川口真

（c/w 銀座 銀座でお別れね）
55. 再会（1971年3月、SV-2153）※セルフ・カバー
  - 作詞：佐伯孝夫 / 作曲：吉田正 / 編曲：寺岡真三

（c/w 羽田の空も泣いている）
56. 再会の朝（1971年11月、SV-2206）
  - 作詞：佐伯孝夫 / 作曲：吉田正 / 編曲：吉田正

（c/w リスボンの酒場）
57. 待ちくたびれて（1972年5月、SV-2269）
  - 作詞：なかにし礼 / 作曲：吉田正 / 編曲：吉田正

（c/w 悪魔が出て来て笛を吹く）
58. 午前零時に逢いましょう（1973年3月25日、SV-2327）
  - 作詞：志摩美之 / 作曲：五十嵐悟 / 編曲：小杉仁三

（c/w 女の祈り）
59. なみだの子守唄（1973年、SV-2391）
  - 作詞：秋月ともみ / 作曲：好田忠夫

（c/w 愛して別れて）
60. 煙草のくせ（1974年2月、SV-2415）
  - 作詞：山口洋子 / 作曲：平尾昌晃 / 編曲：河野土洋

（c/w 恋と云うもの）
61. ひとりぼっちのあなた（1975年12月、SV-2458）
  - 作詞：松本隆 / 作曲：川口真 / 編曲：川口真

（c/w つよがり）
62. 人情夜曲（1975年9月、SV-2506）
  - 作詞：泉谷しげる / 作曲：泉谷しげる / 編曲：泉谷しげる

（c/w 夜明けのラプソディー）
63. 夜がわるい（1976年11月、SV-6117）※セルフ・カバー
  - 作詞：川内康範 / 作曲：吉田正 / 編曲：吉田正

（c/w いのちの恋）
64. 11時（イレブン）過ぎから（1977年10月、SV-6309）※共演：フランク永井
  - 作詞：阿久悠 / 作曲：吉田正 / 編曲：寺岡真三

（c/w お涼さん）※歌唱：フランク永井
65. 枯葉のような女（1978年10月、SV-6503）
  - 作詞：大沢ルリ子 / 作曲：大沢ルリ子 / 編曲：青木望

（c/w ジョーカー）
66. いつまでも待つの（1980年8月、SV-7032）※共演：フランク永井
  - 作詞：岩谷時子 / 作曲：ニック・ペリート / 編曲：ニック・ペリート

（c/w KISS ME） ※歌唱：フランク永井
67. 私どうしたらいいの─ナヌン オト カラグ─（1984年11月、7A0448）
  - 作詞：吉屋潤・松尾和子 / 作曲：尹恒起

（c/w 恋模様）
68. 酒よお前は（1986年3月、7A0568）
  - 作詞：松尾和子 / 作曲：三島大輔 / 編曲：斉藤恒夫

（c/w 私どうしたらいいの─ナヌン オト カラグ─）
69. 再会の朝（1987年、SV-9302）※セルフ・カバー
  - 作詞：佐伯孝夫 / 作曲：吉田正 / 編曲：吉田正

（c/w 愛乱感謝）
70. 春来川慕情（1990年4月21日、VIDL-10023）
  - 作詞：池田充男 / 作曲：吉田正

（c/w 船が港をはなれるように）

### オリジナル・アルバム
1. 松尾和子の俗曲ムード（1961年、LV-189）
2. 夜のためいき（1966年12月、SJV-237）
3. 知りたくないの（1967年8月、SJV-293）
4. 愛と別離（1970年12月、SJX-59）
5. 赤坂の夜は更けて（1970年、SJX-104）
6. 松尾和子とため息と夜（1972年、SJX-95）
7. 酒場の唄（1973年8月、SJX-143）
8. ひとりぼっちのあなた（1975年、SJX-203）
9. ラプソディー（1975年、SJX-216）
10. 或る窓（1976年、SJX-10125）
11. スター・ダスト（1979年、SJX-20109）
12. お大事に/松尾和子イン・アメリカ（1980年、SJX-30020）
13. SATIN VOICE（1984年6月21日、C28A0340）
14. 私的・昭和歌謡掌史（1988年9月21日、VDR-1547）

## テレビ番組

### ドラマ
- 特別機動捜査隊 第310話「誰よりも愛す」（1967年、NET）
- 傷だらけの天使 第15話「つよがり女に涙酒を」（1974年、NTV・東宝）- クラブ歌手、ララバイ・ミツコ役
- けんか安兵衛（1975年、KTV）
- 池中玄太80キロ（1980年 - 1992年、NTV）- 飯島歌子（のち楠夫人）
- 月曜ドラマランド「ひまわりくん」（1985年、CX）
- 火曜サスペンス劇場「ウェディングベル」（1986年、NTV）
- 化身（1987年、KTV）
- 秋のドラマスペシャル「父子の対話」（1989年、KTV）

### バラエティ
- ライオンのいただきます（CX）- 準レギュラー
- 午後は○○おもいッきりテレビ（NTV）- コメンテーター

ほか多数

### 映画
- 喜劇 駅前弁天（1966年、東宝）- 福丸役
- 夜の手配師 すけ千人斬り（1971年、東映）- 九条ユリヤ役
- 新仁義なき戦い（1974年、東映）- 青木文子役
- 極道の妻たち（1986年、東映）

## NHK紅白歌合戦出場歴
| 年度/放送回               | 曲目             | 対戦相手     |
| ------------------------- | ---------------- | ------------ |
| 1960年（昭和35年）/第11回 | 誰よりも君を愛す | 平尾昌章     |
| 1961年（昭和36年）/第12回 | 再会             | 水原弘       |
| 1962年（昭和37年）/第13回 | 昔の人           | ジェリー藤尾 |
| 1989年（平成元年）/第40回 | 誰よりも君を愛す | 千昌夫       |